# Meconopsis speciosa
Meconopsis speciosa là một loài thực vật có hoa trong họ Anh túc. Loài này được Prain mô tả khoa học đầu tiên năm 1907.